# 小行星5134
小行星5134（5134 Ebilson）是一颗绕太阳运转的小行星，为主小行星带小行星。该小行星于1990年9月17日发现。

## 轨道参数
小行星5134的轨道半长轴为2.7889400 UA，离心率为0.038。